# مولود مخلص

أعضاء مجلس الأعيان العراقي لسنة 1933.
الواقفون من اليمين:
عزرا مناحيم دانيال، عبد الله الصافي، فخري آل جميل، قاسم أغا، ياسين الخضيري، أحمد عثمان، مولود مخلص، طه الراوي.
الجالسون من اليمين:
الحاج محمد الأستربادي، علوان الياسري، الحاج حسن الشبوط، سيد محمد الصدر، محمد علي بحر العلوم، نوري الياسري، عداي الجريان.

مولود مخلص التكريتي الموصلي (1302-1370ه‍/1885-1951م) ضابط عراقي، من قادة الثورة العربية وعين بعدها حاكماً عسكرياً لدير الزور.

## نسبه
مولود بن أحمد بن رجب بن شهاب بن أحمد الطويل بن مصطفى، من عائلة الحاج شعبان التكريتي المعروفة والمنسوبة إلى (جبر الشدة) من أولاد سيد محمد الملقب بعجان الحديد من أحفاد موسى الكاظم. وهو من البو حاشي في تكريت، وهم فرع من عشيرة الجواعنة. بينما عده ثامر العامري مؤلف موسوعة العشائر العراقية من البو طويل وجعل إبنه صفر مولود رئيسهم. ومولود هو: مولود بن أحمد ولم يكن اسم والده (مخلص)، وانما لقب أضفاه عليه الشريف حسين بن علي زعيم الثورة العربية تقديراً للشجاعة التي أبداها مولود في معارك الثورة.

## السيرة
ولد مولود باشا في محلة جامع خزام بالموصل سنة 1885م، ودرس المراحل الأولى فيها، وفي العاشرة من من عمره دخل المدرسة الإعدادية الأميرية وكان ذلك سنة 1895م، ومن زملائه الطلبة الذين كانوا معه في هذه المدرسة: سليمان فيضي، و عارف العارف، و ناظم العمري، وإسماعيل شنشل، و داود الحيدري، و قاسم الشعار، وأكرم العمري، وبعدها التحق بالإعدادية العسكرية، ليقضي خمس سنوات في قسمها الداخلي، وكان معه عدد من زملائه وقتها منهم: نوري السعيد، و عبد اللطيف نوري، و طه الهاشمي، و عبد الحميد الشالجي، و نظيف الشاوي، و أحمد رشدي، ورؤوف الكبيسي، وخليل زكي، وخالد الزهاوي.ثم سافر عن طريق حلب، ثم الإسكندرية ومنها إلى إسطنبول، للالتحاق بالكلية الحربية في إسطنبول سنة 1903م، وهو يحمل رسالة من مدير مدرسة العباسي في الموصل إلى أبي الهدى الصيادي أحد أبناء حلب ومن المقربين إلى السلطان عبد الحميد وكان يرافقه في هذه الرحلة، علي جودت الأيوبي، و طه الهاشمي. وهناك أعتقل بحجة الإساءة للسلطان عبد الحميد، واستطاع الهروب، والتجأ إلى الأمير عبد العزيز الرشيد في نجد الذي كان ذا حظوة عند السلطان عبد الحميد.

## مشاركاته
اشترك مولود مخلص في جميع الغزوات التي قام بها ابن رشيد، طيلة وجوده معه.كما شارك تحت إمرة أنور باشا في ضرب التمرد الذي قامت به العصابات البلقانية ضد السلطان عبد الحميد.
عند ظهور جمعية الاتحاد والترقي السرية إلى الوجود، عندما كانت في بداياتها تضم الأتراك والعرب، إنضم مولود مخلص إليها، وعمل بإخلاص وتفانٍ في صفوفها وصار موضع اعتماد قائد القوات عبد الحميد بك في المنطقة، ولحسن سيرة مولود مخلص أصبح سكرتيراً للجمعية في المنطقة.
وبعد تخرجه من المدرسة الحربية أصبح ضابطاً برتبة ملازم ثانٍ في الجيش العثماني السادس المرابط في العراق، وعين في لواء الخيالة (34)، وبعدها نقل إلى لواء الموصل ضمن اللواء (33) وفيه رُقيَّ إلى رتبة ملازم أول، وعمل معلماً لافراد اللواء في مدرسة التدريب العسكري. كما كان يعطي دروساً في مدرسة دار المعلمين بالتاريخ والجغرافيا، وبذل جهوداً في سبيل تركيزه على تنمية الروح القومية العربية وإيقاظ المشاعر الوطنية في نفوس الطلاب، وبمساعدة زملائه علي جودت الأيوبي، ومحمد شريف الفاروقي العمري. وقد إلتقى مولود مخلص في الموصل ببعض رجالات العرب الداعين إلى القومية العربية، وانضم إلى جمعية العهد التي أسسها البكباشي عزيز علي المصري في الإستانة ولها فرعان في بغداد والموصل، التي تسعى لاستقلال البلاد العربية. أصبح مولود مخلص محل اهتمام المشتغلين بالقضية العربية وصار مندوباً عن الشريف حسين في مصر.

## الثورة العربية
عند قيام الحرب العالمية الأولى دخل الإنكليز البصرة، فقاتلهم مولود مخلص قتالاً شديداً في منطقة الشعيبة. ثم أنقلب على الدولة العثمانية وأخذ يتصل بالعشائر العربية في الشعيبة ويحرضهم على الدولة العثمانية، ويبث الدعايات ضد الأتراك وسياستهم العنصرية ضد الشعب العربي. إزداد مولود مخلص ورفاقه يقيناً بوجوب استقلال العرب عن تركيا، وقد التقى في البصرة بمجموعة من العرب الذين هربوا من الجيش العثماني أمثال علي جودت الأيوبي، وعبد الله الدليمي.
في العاشر من حزيران 1916م، أعلن شريف مكة الحسين بن علي ثورته ضد الدولة العثمانية، وكان مولود مخلص قد أسر في البصرة باحدى المعارك مع الإنكليز، وعندما جاءته أخبار الثورة، فقرر الانضمام إليها مع علي جودت الأيوبي، و جميل المدفعي، و فائز الغصن، وعبد الله الدليمي، وتوفيق الحموي وغيرهم، إتصل بالحاكم السياسي البريطاني بالبصرة وطلب منه السماح له ولعدد من رفاقه بالالتحاق بالشريف حسين زعيم الثورة العربية، فوافق، وغادر مولود مخلص ورفاقه البصرة يوم 24 تموز 1916م، على متن باخرة بريطانية مصطحبين معهم خمس وثلاثون ضابطاً، أمثال عبد الحميد الشالجي، و عبد اللطيف نوري وحوالي (300) جندي من أسرى العرب، ورست الباخرة في ميناء رابغ على ساحل البحر الأحمر، واستقبلهم نوري السعيد، والتقوا عزيز علي المصري الذي سبقهم في الالتحاق بالشريف حسين. وبينما كان نوري السعيد وعزيز علي المصري يسارعون الخطوات لانشاء الجيش العربي في رابغ، كان مولود مخلص وعبد الله الدليمي و راسم سردست يعملون في تأسيس جيش نظامي في ينبع، فتولى مولود باشا تنظيم قوة الخيالة، وتولى الدليمي المشاة، وسردست تولى المدفعية.وقد انبثقت هذه النواة عن الجيش الشمالي الذي اتجه إلى العقبة والشام واستمر بالتقدم حتى وصل حلب.
كان الجيش العربي يتألف من جنود نظاميين ومتطوعين من القبائل العربية، وكانوا العراقيين بمثابة العمود الفقري للجيش والثورة العربية، وأغلبيتهم من جنود وضباط كانوا سابقاً في الجيش العثماني مثل نوري السعيد، و جعفر العسكري الذي أصبح قائداً للجيش الشمالي بمعية الأمير فيصل وعين نوري السعيد رئيساً لأركان حربه . وقسم الجيش العربي إلى ثلاثة أقسام:
- الجيش الشمالي بقيادة الأمير فيصل بن الحسين.
- الجيش الجنوبي بقيادة الأمير علي بن الحسين.
- الجيش الشرقي بقيادة الأمير عبد الله بن الحسين.

وقد اختير مولود مخلص مستشاراً عسكرياً للأمير فيصل، إذ كان أول ضابط نظامي يلتحق بجيش الأمير فيصل.

## صور من المعارك
يقول لورنس العرب حينما التقى بالأمير فيصل بحضور مولود مخلص الذي شكا بحدة ومرارة من سوء تسليح العرب وطالب مخاطباً (لورنس) : إعطني بطارية من مدافع شنيدر الجبلية والرشاشات حتى أنهي الأمر كله، إننا نتكلم دون ان نعمل شيئاً.وفعلاً فقد قاتل مولود مخلص قتالاً رائعاً في هجومه على القوة التركية التي كانت تحتل جبال المسيلة، واستطاع استرجاع الموقع واسر بعض الجنود وانزال الخسائر باللواء (130) التركي، كما قاد مولود مخلص اللواء الهاشمي في الهجوم على العقبة والوهيدة و وادي موسى حيث آثار البتراء وحررها بالكامل، هذه المعركة أشاد جعفر العسكري بصبر وثبات مولود مخلص فيها.

## عمله العسكري
عند انتخاب فيصل ملكاً على سوريا (مارس 1920م-يوليو 1920م) عيّن مولود مخلص قائداً للفرقة العربية الثانية ومقرها في حلب، وكان معه عدداً من العسكريين العراقيين منهم جعفر العسكري الذ عيِّن حاكماً عسكرياً عاماً هناك، ومحمد سعيد التكريتي آمراً للانضباط العسكري، ويوسف العزاوي، آمراً لسرية المخابرة، و ناجي السويدي معاوناً للحاكم العسكري. وبعد ذلك عُيِّن مولود مخلص حاكماً عسكرياً على دير الزور ومتصرفاً له، لما كان يتمتع به من الحزم والكفاءة والخبرة الإدارية. وبعد استلام مهامه في دير الزور انضم اليه من الموصل الضابط عبد الحميد الدبوني وصفوت سعيد مصطفى الأمين ويونس الحاج عبد الله وحمدي الطفلة وسعيد عبد القادر، ثم إلتحق به من حلب الضابط الركن بكر صدقي والطبيب حسني الموصلي ومحمود نديم السنوي ومحمود أديب وسليم الجراح ومحمد علي سعيد والمقدم شكري محمد والحاج رؤوف المشهداني والمقدم كريم شاه وعبد الله صالح وكامل شبيب ومحمود سلمان الجنابي وغيرهم.

## عمله المدني
أصبح فيصل ملكاً على العراق سنة 1921م، وتشكلت حكومة وطنية في العراق برئاسة عبد الرحمن النقيب، وقتها عاد مولود مخلص باشا إلى العراق بالعفو الصادر في 30 آب 1921م، بعد ان كان متهما مع طه الهاشمي وجميل المدفعي، وحسب تقارير الشرطة السرية بانهم كانوا على إتصال سري بالقائد التركي في عينتاب، و أورفة. وتبعه بقية الضباط العراقيين الذي كانوا في الجيش العثماني أو الذين كانوا في سوريا.وفي 2 آب أعلن تأسيس (الحزب الوطني) وكانت هيئة الحزب التأسيسية تتألف من:مولود مخلص، و محمد جعفر أبو التمن، و محمد مهدي البصير، و حمدي الباجه جي، و عبد الغفور البدري، و أحمد الشيخ داود. وفي 26 حزيران 1923م، عين مولود مخلص متصرفاً للواء كربلاء وواجه مشاكل في إقناع الناس بالذهاب إلى الانتخابات التي أعلن عنها آنذاك.
وفي 1925/7/7م، صدرت الإرادة الملكية بتعين مولود مخلص عضواً في مجلس الأعيان، وكان المجلس يتكون من عشرين عضواٌ في حينها. وفي تشرين الثاني 1930م، أنتخب نائباً لرئيس المجلس، وأعيد انتخابه لنفس المنصب في11 أيلول 1933م، واعيد انتخابه في 9 كانون الأول 1934م، وكذلك في 2 تشرين الثاني 1935م.كان تعرض لمحاولة اغتيال في عهد بكر صدقي،  ثم قدم استقالته من مجلس الأعيان بعد انتخابه نائباً عن بغداد في كانون الأول 1937م، وجدد انتخابه في الدورات النيابية للسنوات 1939م، 1943م. وكان في دورة 1937م، قد انتخب رئيساً لمجلس النواب العراقي، وظل في رئاسة المجلس حتى سنة 1941م. وفي 8 حزيران 1944م، اعيد تعيينه عضواً في مجلس الأعيان، وبقي في هذا المنصب حتى وفاته.

## خطاب تاريخي
وكان مولود مخلص قد ألقى خطاباً تاريخياً مسجلاً له في حينها، تحدث فيه عن الثورة العربية وانتصارها ودوره العسكري فيها .

## علاقته بابناء تكريت
كان مولود باشا يهتم ويبادر بمد يد العون لأبناء تكريت حيث كان يعيش في مدينتهم، متنقلاً بينها وبين الموصل، حتى هاجر منها إلى بغداد، فقد كان للتكريتيين في العصر الملكي ومن خلال وساطته المنفذ اليهم للانخراط في صفوف الجيش. وقد إنتسب الكثير منهم إلى الكلية العسكرية الملكية، بفضل مولود مخلص الذي تزوج فتاة من تكريت تمت بقرابة إلى أحمد حسن البكر، واغلب الأراضي الخصبة المعروفة باراضي (الخرنينة)، و (قرية الحمرة)، التي أقتطعها له العرش كانت في تكريت.

## أولاده
- صفر مولود مخلص: ضابط في الجيش العراقي، حكم عليه بالإعدام لاشتراكه بمحاولة لقلب نظام الحكم في عهد صدام حسين وبقيادة ابن عمه جاسم أمين مخلص والد حاتم جاسم مخلص مع اللواء المتقاعد بشير الطالب واللواء أحمد علي العبيد التميمي وسفيان صالح الغريري (أعدم 1992)[15] والشيخ طالب السهيل التميمي (أغتيل في لبنان عام 1994م)[16] والفريق الطيار سالم سلطان البصو، والتي عرفت بمؤامرة الدكتور راجي التكريتي، فأعدم صفر مولود عام 1993م.[17]
- غائب مولود مخلص:طبيب، عينه عبد الرزاق النايف مرافقاً له ثم شغل منصب وزير البلديات والشؤون القروية، وبعدها وزيراً للحكم المحلي،[18] ثم عمل سفيراً للعراق في فرنسا، ثم وزيراً للعمل والشؤون الاجتماعية، ثم سفيراً للعراق في بلجيكا.[19]
- سفيان مولود مخلص: مهندس، وعمل مرافقاً شخصياً عند حردان التكريتي اثناء خدمته العسكرية، وابعدهما عبد السلام عارف معاً وعادا بعد وفاته عام 1966م. عُين مديراً للخطوط الجوية العراقية في جنيف عام 1970م.[20]
- أحمد مولود مخلص: ضابط احتياط ومرافق عبد الرزاق النايف شارك في ثورة 17 تموز 1968.[21]
- باسل مولود مخلص: دبلوماسي عراقي توفي عام 1999م.
- رعد مولود مخلص

## وفاته
```
يذكر 
الزركلي
 ان مولود مخلص باشا توفي في بيروت ودفن في بغداد، 
[
22
]
 سنة 1951م.
[
23
]
 ولكن المعروف انه دفن في تكريت حيث ان قبره ظاهر مبني هناك.
[
24
]
```